# Marathon 2: Durandal
 Marathon 2: Durandal es la secuela directa de Marathon, un videojuego de ciencia ficción de  Bungie Software. Fue lanzado el 24 de noviembre de 1995. El juego ocurre, en su mayoría en el planeta ficticio de Lh'owon, hogar de los S'pht, y una vez más, el jugador toma el papel de un oficial de seguridad de la nave Marathon. Este es el único juego de la serie que se publicó oficialmente en Windows 95, además de la Apple Macintosh, y es el único publicado para el Xbox 360. Extraoficialmente, el código abierto  Aleph One del motor permite que el juego sea jugado en muchas otras plataformas.

## Historia
Marathon 2 toma lugar 17 años después de los eventos de Marathon. Durandal, una de las 3 IAs de la UESC  Marathon, envía al jugador y a la armada de ex-colonos a buscar las ruinas de Lh'owon, el mundo-hogar de los S'pht. Nunca les mencionó lo que debían buscar, aunque si les dijo de los planes de los Pfhor de invadir la Tierra, y que tal vez en Lh'owon podían descubrir como detener el ataque.

### Eventos Anteriores
El juego comienza donde termina el anterior Marathon. El UESC Marathon está en órbita alrededor de Tau Ceti, el cuarto planeta donde se formó una colonia. La nave está dirigida por tres IA: Leela, Durandal y Tycho. Sin previo aviso, una nave alienígena aparece y comienza un ataque a la colonia y a la nave Marathon. Comienza con un masivo pulso electromagnético, Tycho se destruye, mientras que Durandal se vuelve "rampante". Esto deja a Leela como la única IA a cargo de mantener el control de la nave.
Leela se pone en contacto con el jugador, un oficial de seguridad sin nombre. Ella le informa que se encuentran bajo un ataque de cyborgs alienígenas, pero hace lo que puede para organizar la defensa. Ella envía al oficial de seguridad en una serie de misiones con el fin de obtener más control sobre la nave, el retraso de las fuerzas invasoras, y enviar un mensaje a la Tierra para informarles del ataque. Durante estas misiones, Leela informa al oficial que Durandal se ha puesto en contacto con los cyborgs alienígenas, conocidos como S'pht, que son una raza esclavizada por invasores extranjeros, los Pfhor.
Eventualmente, ella sucumbe a los ataques S'pht, y Durandal obtiene el control. Durandal ha convencido a los S'pht de unirse a él y luchar contra los Pfhor. Con la ayuda del oficial y los S'pht, Durandal derrota al ejército alienígena a bordo del buque Pfhor. A continuación, revela que Leela no ha sido destruida, sólo esta en suspensión. El la reanima para que tome el control del Marathon, mientras que éste se haga cargo de la nave alienígena y se va a explorar la galaxia. Leela y el oficial derrotan a las fuerzas Pfhor a bordo del Marathon.

### Sinopsis
La historia comienza cuando el oficial de seguridad se despierta e informa que había sido secuestrado momentos antes de Durandal se apartara del espacio de Tau Ceti. Durandal ha estado buscando el mundo-hogar de los S'pht, Lh'owon, desde el primer contacto con los Pfhor, 17 años antes. Durandal, utilizando una combinación de bombardeo orbital de su nave exploradora Pfhor y asaltos terrestres dirigidos por el oficial de seguridad, rápidamente supera a la guarnición de tropas Pfhor.
Durandal revela que hace miles de años, los S'pht fueron esclavizados por los Pfhor después de su fracaso para prevenir una invasión Pfhor. Durandal también menciona que los Pfhor utilizaron lo poco que sabían de él para resucitar a Tycho, la IA que fue casi destruida durante los ataques iniciales a la Marathon. Durandal teletransporta al oficial de seguridad a una antigua ciudadela, donde los S'pht tuvieron su última batalla contra los Pfhor. Es aquí que el oficial de seguridad se encuentra un arma que puede ser utilizada en contra de los Pfhor, pero debe hacerse deprisa, porque el grupo más grande de la flota Pfhor está camino a Lh'owon, y la nave de Durandal, a pesar de sus modificaciones y mejoras, no será capaz de mantenerlos a raya. Mientras que el oficial de seguridad se abre paso ahora en la ciudadela, el Grupo de Batalla Siete de la flota Pfhor llega y ataca la nave de Durandal.
El oficial de seguridad es abruptamente teletransportado a ayudar a detener el abordaje enemigo, mientras que Durandal teletransporta a los Humanos y S'pht restantes a una fortaleza en la superficie del planeta. El oficial de seguridad tiene éxito, pero las cosas se complican cuando Durandal le dice al agente de seguridad que la flota enemiga está siendo dirigida personalmente por Tycho. Durandal, que no quería "terminar como Leela," pide al oficial de seguridad destruir sus centros de núcleo lógico para evitar su captura por el Pfhor. Una vez que el oficial de seguridad destruye a Durandal, nada impide que no sea teletransportado por el Pfhor y así es capturado por Tycho.
Tycho se jacta de las secuelas de la brutal invasión de Tau Ceti, en el que todos los colonos y la tripulación de la Marathon son vaporizados por una flota Pfhor poco después de que la partida de Durandal. Tycho también confirma que Durandal fue el que estableció contacto con los Pfhor y los llevó a Tau Ceti diecisiete años antes. Durandal en realidad no se preocupó por la libertad de los S'pht, o proteger a la humanidad. Durandal había descubierto que los S'pht eran adoradores de los Jjaro, una raza antigua y poderosa que desapareció hace mucho tiempo, que poseía la capacidad de doblar el espacio. Fue aquí que supuestamente Durandal, aprendió una manera de escapar del fin del universo y convertirse en Dios.
El juego transcurre alrededor de varias semanas. El oficial de seguridad ha estado en cautiverio Pfhor, pero un grupo de seres humanos restantes lanza un ataque sorpresa en la prisión y libera a los oficiales de seguridad. El oficial de seguridad es contactado por Robert Blake, el líder del grupo humano. Blake informa al jugador que Durandal fue en busca de una IA S'pht antigua, conocido como Thoth y lo envía para reactivarlo. Cuando el oficial de seguridad lo hace, Blake y el resto de los seres humanos siguen perdiendo su lucha contra el Pfhor. Después de ser transportado al sitio de activación final, el oficial de seguridad pierde el contacto con los humanos, pero tiene éxito en la activación de Thoth.
Thoth teletransporta al oficial de seguridad con los humanos restantes y, posteriormente, lo ayuda en la limpieza de la nave Pfhor para permitir que el resto de los seres humanos regrese a la Tierra. Con este hecho, Thoth, y el oficial de seguridad activan una serie de comunicaciones antiguas de los S'pht'Kr, un clan de S'pht que dejó Lh'owon poco antes de la llegada de los Pfhor. Durante miles de años, los S'pht'Kr había desarrollado un nivel sin precedentes de tecnología en forma aislada. Enfurecido por la esclavitud de los S'pht, los S'pht'Kr eliminan al Grupo de batalla 7 de los Pfhor.
Durandal reaparece repentinamente y celebra su reciente destrucción de Tycho. Durandal, el oficial de seguridad, y los S'pht'Kr destruyen toda presencia Pfhor restante en Lh'owon. Humillado por la derrota, el Pfhor lanzar un dispositivo Jjaro "Early Nova" al sol de Lh'owon. Durandal informa al jugador que la inminente invasión a la Tierra se ha detenido de forma permanente, y los S'pht libres ahora se han reunido en Lh'owon y han abandonado el sistema, condenado al fracaso. Durandal brevemente contempla el origen de una leyenda antigua donde los S'pht describen a los seres terribles del sol de Lh'owon, que fueron atrapados por los Jjaro hace eones, presagiando los acontecimientos en las mareas de sangre de Lh'owon (escenario de Maratón de Infinity).
El epílogo describe eventos que ocurren mucho después: Robert Blake y sus compañeros son los únicos en sobrevivir al incidente Tau Ceti, los Pfhor son derrotados y su mundo-hogar es posteriormente saqueado por los humanos y los S'pht'Kr, y Durandal no es visto por la humanidad durante diez mil años hasta que vuelve en un acorazado Jjaro, "para asegurarse que la Tierra no se olvidó de él."

## Modos multijugador
Mientras el Marathon original incluía multijugador, Marathon 2 expandió de forma enorme esta funcionalidad añadiendo muchos modos de juego. Al igual que Marathon, en multijugador pueden jugar ocho jugadores en una conexión LAN. Marathon 2 cuenta con 6 modos multijugador:
- Every Man for Himself: El jugador que obtenía el mejor promedio B/M posible ganaba. Asesinar a otros jugadores incrementaba el marcador 1 punto, mientras que morir por cualquier medio disminuye un punto.
- Kill the Man with the Ball: El jugador que tiene el balón (que es un cráneo) la mayor cantidad posible de tiempo gana. Sólo hay un balón, y el jugador con el balón no puede correr o usar sus armas. El jugador puede voluntariamente dejar caer la bola. El sensor de movimiento muestra un indicador de color naranja que indica la ubicación de la pelota. "Kill The Man With The Ball" fue la inspiración para el modo multijugador de Halo, "Oddball"
- King of the Hill: El jugador que se encuentra en la "colina" la mayor cantidad de tiempo gana. El puntero de color naranja en el sensor de movimiento orienta a los jugadores hacia la colina.
- Tag: El jugador que es "el" la menor cantidad de tiempo gana. La primera persona que muere es "el". Si un jugador que es "el" mata a otro jugador, se convierte en "el". El indicador naranja señala a quien es "el".
- Team Play: Una versión en equipo de "Every Man for Himself".
- Cooperative: Los jugadores avanzan a través de la campaña de un solo jugador, aunque en cooperattivo. La función de guardar está deshabilitada.

En el menú de tipo juego, "Mantener alejado de Rob" y "Pila de Greg" aparecen, pero fueron atenuadas e inutilizable.

## Desarrollo del juego
El juego utiliza una versión actualizada del motor original de Marathon. Aunque la mayoría de los cambios en el motor estaban "bajo el capó", algunos son visibles para el usuario. El motor de Marathon 2 ofrece mejoras de rendimiento en algunos equipos, además de soporte para resoluciones más altas y mayor profundidad de color. El motor mejorado también permite cargar mapas, física y gráficos desde archivos externos, permitiendo a usuarios crear y jugar sus propios mapas más fácilmente que conMarathon. A diferencia de los pasillos mayormente silenciosos de Marathon, los niveles deMarathon 2están llenos una amplia variedad de sonidos ambientales. La música de fondo del juego anterior, sin embargo, está ausente. Marathon 2trajo varios tipos de líquidos en el juego (es decir, agua, lava, aguas residuales, etc.)

### Versión Xbox Live Arcade
Una versión de Marathon 2 para Xbox Live Arcade fue anunciada en una conferencia de Microsoft en el E3 de 2007. La versión de Xbox Live Arcade fue desarrollada por Freeverse Software, y presenta un renovado HUD, y provee soporte para 4-jugadores en pantalla dividida en la misma consola y 8-jugadores a través de Xbox Live. Dado que el viejo código de red de Marathon no podía proporcionar un juego fiable en Internet, se recurrió a middleware de ReplicaNet el cual permitió el juego cooperativo con hasta ocho jugadores. El juego también soporta resoluciones de pantalla de 16:09, salida de alta definición a 60 cuadros por segundo (en comparación con los 30 originales), así como modelos y gráficos actualizados, soporte para 8-jugadores en modo co-op a través Xbox Live, varias versiones internacionales, y un nuevo modo de juego llamado "Survival", donde el jugador tiene una gran cantidad de armas y munición y debe derrotar a las interminables oleadas de enemigos, ganar puntos de eficacia y sufrir un daño mínimo, con puntuaciones altas compartidas a través de Xbox Live. La única característica del juego original que no está presente es la posibilidad de guardar las secuencias de video, debido a los límites de almacenamiento de usuario proporcionada por Xbox Live y un error causado por el lag. El juego cuesta 800 Microsoft Points (10 dólares), requiere 138.5 MB de espacio de almacenamiento, y fue publicado el 1 de agosto de 2007. Mark Levin de Freeverse señaló en un post mortem sobre este puerto que "Renovar los sistemas para su uso en una plataforma diferente puede implicar una gran cantidad de trabajo, y los procesos de certificación pueden requerir la creación de grandes franjas de nuevo código y contenido ", pero aun así continuó trabajando en el puerto, ya que" un puerto es una oportunidad de un viejo juego para tener otra oportunidad de entretener a un público nuevo."
Muchos jugadores se han quejado de vértigo, mareos, y molestias durante el juego (al parecer causado por alta velocidad de fotogramas del juego), Freeverse planea advertir a los jugadores a través de mensajes de advertencia en una versión actualizada. Freeverse lanzó un parche el 5 de septiembre de 2007, que incluía una opción para el jugador para cambiar el tipo de vista para evitar el mareo por movimiento.
En febrero de 2008 en la Game Developers Conference, Freeverse anunció que estaban trabajando en una expansión descargable para el juego, que consisten en mapas multijugador convertidos a partir de Marathon Infinity. El 19 de abril, un video fue lanzado mostrando un juego en red en uno de los mapas convertidos.
Un nuevo paquete de contenido fue anunciado, el Jjaro Map Pack para Marathon: Durandal incluirá 12 niveles multijugador clásicos vistos anteriormente en Marathon y Marathon Infinity.

### Proyecto de código abierto
Bungie lanzó el código fuente de Marathon 2 en 1999, poco antes de ser adquirida por Microsoft, que permitió el desarrollo del proyecto de código abierto Marathon y su versión mejorada del motor Marathon, llamado Aleph One. La misma trilogía fue liberada más tarde por Bungie como freeware y se puede descargar en el enlace de abajo junto con una copia de Aleph One con el fin de jugar el juego en las versiones modernas de Windows, Mac OS X y Linux.